# Spider-Man: Battle for New York
Spiderman: Battle for New York è un videogioco per Nintendo DS e per Game Boy Advance, ispirato all'universo Ultimate.

## Trama
Norman Osborn, alias Goblin, scopre l'identità di Spider-Man. Modifica così il suo intero corpo con una sostanza detta OZ. Genera infine un esercito di Goblin che Spider-Man dovrà sconfiggere per salvare New York.

## Personaggi
- Spider-Man
- Goblin/Norman Osborn
- Mary Jane Watson
- Kingpin
- Silver Sable
- Corona
- Nick Fury
- Agenti della S.H.I.E.L.D.
- Ultimates

## Boss
- Goblin/Norman Osborn
- Simian
- Silver Sable
- Kingpin
- Corona
- Proto-Goblin